# Teglio Veneto
Teglio Veneto es una localidad y comune italiana de la provincia de Venecia, región de Véneto, con 2.276 habitantes.

## Evolución demográfica
| Gráfica de evolución demográfica de Teglio Veneto entre 1861 y 2001 |
|                                                                     |
| Fuente ISTAT - elaboración gráfica de Wikipedia                     |